# Мазаник, Сергей Алексеевич
Серге́й Алексе́евич Маза́ник (бел. Сяргей Аляксеевіч Мазанік; род. 10 ноября 1954, Могилёв) — советский, белорусский математик; заведующий кафедрой высшей математики ФПМИ, доктор физико-математических наук, профессор, обладатель нагрудного знака «Выдатнік адукацыi» Министерства образования Республики Беларусь (2004), главный редактор научно-методического журнала «Матэматыка», выпускаемого издательством «Адукацыя i выхаванне».

## Биография
Cергей Алексеевич Мазаник родился 10 ноября 1954 года в Могилёве. В 1977 году с отличием окончил факультет прикладной математики Белорусского университета по специальности «прикладная математика».
С 1977 года — ассистент на кафедре высшей математики БГУ; окончил очную аспирантуру БГУ по специальности «Дифференциальные уравнения и математическая физика». С сентября 1999 года — заведующий кафедрой высшей математики БГУ. Преподаёт дисциплины «математический анализ» и «дифференциальные уравнения».
Главный редактор журнала «Матэматыка». Активно работает с одарёнными школьниками республики; тренер и руководитель сборной команды школьников Беларуси, принимающей участие в Международных математических олимпиадах.

## Научная деятельность
В 1981 году защитил кандидатскую диссертацию («Асимптотическая эквивалентность линейных дифференциальных систем», руководитель — профессор Ю. С. Богданов), в 1999 — докторскую диссертацию («Преобразования Ляпунова линейных дифференциальных систем»). Доцент (1985), профессор (2005).
Основные направления исследований:
- Дифференциальные уравнения
- Методика преподавания математики
- Элементарная математика
- асимптотическая теория линейных дифференциальных систем[4].

Подготовил двух кандидатов наук.
Более 200 научных и научно-методических публикаций работ.

## Избранные труды
- Богданов Ю. С., Мазаник С. А. Преобразования Ляпунова линейных дифференциальных систем // Дифференциальные уравнения. — 1986. — Т. 22, № 9. — С. 1619—1622.
- Mazanik S. A. Linear Differential Lappo-Danilevskii Systems // Mathematica Bohemica. — 2002. — Vol. 127, № 2. — P. 275—282. — (Proc. EQUADIFF 10, Prague, August 27-31, 2001).
- Mazanik S. A. On Liapunov Transformations of Linear Systems of Implicit Differential Equations // Archivum Mathematicum. — Brno, 1991. — T. 27. — P. 167—173.
- Мазаник С. А. О линейных дифференциальных системах, эквивалентных относительно обобщенного преобразования Ляпунова // Белорусский государственный университет им. В. И. Ленина. — 1984. — Т. 25, № 5. — С. 1619—1622.
- Мазаник С. А. О линейных дифференциальных системах, эквивалентных относительно обобщенного преобразования Ляпунова // Дифференциальные уравнения. — 1986. — Т. 22, № 9. — С. 1619—1622. (тот же текст)
- Мазаник С. А. О линейных системах дифференциальных уравнений, неразрешённых относительно производных // Докл. АН БССР. — 1985. — Т. XXIX, № 9. — С. 784—787. (тот же текст)
- Мазаник С. А. О неприводимости линейных дифференциальных систем к системам Лаппо-Данилевского // Докл. АН Беларуси. — 1997. — Т. 41, № 6. — С. 30—33.
- Мазаник С. А. О построении асимптотически эквивалентных дифференциальных систем с кусочно-постоянными матрицами // Докл. АН БССР. — 1981. — Т. XXV, № 5. — С. 399—401. (тот же текст)
- Мазаник С. А. О структуре аппроксимирующей функции линейного дифференциального уравнения // Дифференциальные уравнения. — 1986. — Т. 22, № 9. — С. 542—545.
- Мазаник С. А. Об асимптотически эквивалентных линейных дифференциальных системах // Дифференциальные уравнения. — 1981. — Т. 17, № 5. — С. 924—926. (тот же текст)
- Мазаник С. А. Об экспоненциальном представлении решений линейного матричного дифференциального уравнения // Дифференциальные уравнения. — 1991. — Т. 22, № 9. — С. 193—200.
- Мазаник С. А. Построение асимптотически эквивалентных линейных дифференциальных уравнений с кусочно-постоянными коэффициентами // Докл. АН Беларуси. — 1994. — Т. 38, № 5. — С. 28—32.
- Мазаник С. А. Преобразования Ляпунова линейных дифференциальных систем. — Минск: БГУ, 2008. — 175 с.

- Альсевич Л. А., Мазаник С. А., Черенкова Л. П. Практикум по дифференциальным уравнениям: Учеб. пособие. — Минск: БГУ, 2000. — 311 с.
- Богданов Ю. С., Мазаник С. А., Сыроид Ю. Б. Курс дифференциальных уравнений. — Минск: Універсітэцкае. 1996. — 287 с.
- Кастрица О. А., Мазаник С. А., Наумович А. Ф., Наумович Н. Ф. Несобственные интегралы: Учеб.-метод. пособие для студентов факультета прикладной математики и информатики. — Минск: БГУ, 2011. — 51 с.
- Кастрица О. А., Мазаник С. А., Наумович А. Ф., Наумович Н. Ф. Функциональные ряды и последовательности: учеб.-метод. пособие для студентов фак. прикладной математики и информатики. — Минск: БГУ, 2008. — 47 с.
- Мазаник С. А., Размыслович Г. П., Ширяев В. М. Функции от матриц: Учеб.-метод. пособие. — Минск: БГУ, 2002. — 34 с. — ISBN 985-445-674-9

- Реши сам. — 1992. — (соавтор Мазаник А. А.)
- Задачи районного тура Минской городской математической олимпиады школьников. — 2002. — (соавторы Барабанов Е. А., Воронович И. И., Каскевич В. И.)
- Олимпиады по математике и информатике БГУ. — 2003. — (соавторы Голухов В. Г., Задворный Б. В., Котов В. М., Репников В. И.)
- Задачи Минской городской математической олимпиады младших школьников. — 2005. — (соавторы Берник В. И., Барабанов Е. А., Воронович И. И., Каскевич В. И.)
- Задачи заключительного тура Минской городской математической олимпиады школьников. — 2006. — (соавторы Барабанов Е. А., Воронович И. И., Каскевич В. И.)
- Задачи со «звездочкой». — 2006. — (соавторы Бондарева Л. А., Мазаник Л. А., Николаева В. В., Чеботаревская Т. М.)

## Награды
- Нагрудный знак «Выдатнік адукацыi» Министерства образования Республики Беларусь (2004)[2]
- Почётные грамоты Министерства образования, Белгосуниверситета[3]
- Премии Специального фонда Президента Республики Беларусь за личный вклад в развитие способностей одаренных учащихся и студентов[3]
- Благодарность Мингорисполкома[3].